# Association suisse Châteaux forts
L'association suisse Châteaux forts, appelée en allemand Schweizerischer Burgenverein, est une association suisse vouée à l'étude et la préservation des châteaux en Suisse.

## Histoire
L'association est créée en 1927 sous le nom de Schweizerische Vereinigung zur Erhaltung der Burgen und Ruinen (« Association suisse pour la préservation des châteaux et des ruines »). Son premier président en est l'architecte Eugen Probst ; parmi les membres fondateurs se trouvaient entre autres Erwin Poeschel.
Tout d'abord, centrée sur la préservation des châteaux et des ruines, l'association développe ensuite la recherche archéologique, en particulier sous la direction du second président, Hugo Schneider (président de 1955 à 1972). Après le changement de nom en 1959, l’archéologie prend progressivement de plus en plus d'importance dans les activités de l'association.
Membre de l'Académie suisse des sciences humaines et sociales, l'association publie également les résultats de ces travaux. Elle fait tout d'abord paraître dès 1974 une revue sur l'archéologie médiévale intitulée Schweizer Beiträge zur Kulturgeschichte und Archäologie des Mittelalters  (ISSN 1661-4550) ; depuis 1966, elle publie un magazine plus orientée vers le grand public et appelé Mittelalter – Moyen Age – Medioevo – Temp Medieval.

## Source
- (de) Cet article est partiellement ou en totalité issu de l’article de Wikipédia en allemand intitulé « Schweizerischer Burgenverein » (voir la liste des auteurs).